# Hydrotaea longiciliata
Hydrotaea longiciliata este o specie de muște din genul Hydrotaea, familia Muscidae, descrisă de Fritz Isidore van Emden în anul 1943.
Este endemică în Uganda. Conform Catalogue of Life specia Hydrotaea longiciliata nu are subspecii cunoscute.